# Friedrich Hartmann von Witzleben
Friedrich Hartmann von Witzleben (* 3. November 1722 in Gotha; † 3. Oktober 1788) war Geheimer Rat und Oberhofmarschall in Weimar sowie Besitzer der Rittergüter Martinroda und Elgersburg.

## Leben
Er stammte aus dem Thüringer Uradelsgeschlecht von Witzleben, war der Sohn des Hartmann von Witzleben und wurde zunächst sachsen-gothaischer Kammerjunker, 1751 Kammerherr, 1753 sachsen-weimarscher Vize-Oberstallmeister und Oberschenk, ab 1757 sachsen-weimarscher Oberstallmeister, Wirklicher Geheimer Rat, Oberhofmarschall und Chef aller Hofämter. Ferner war er Ritter des Johanniterordens und Ritter des sachsen-weimar-eisenachschen Hausordens vom Weißen Falken.
Da aus seiner 1751 geschlossenen Ehe mit Martha Eleonore von Oppel (* 2. Mai 1726; † 1801), Tochter des Sachsen-Gotha-Altenburger Kanzlers, Kammerpräsidenten und Obersteuerdirektors Siegmund Ehrenfried von Oppel (1687–1757), keine Kinder hervorgingen, fiel sein Besitz an seine Neffen.
| Personendaten    | Personendaten                                                                                        |
| ---------------- | --- |
| NAME             | Witzleben, Friedrich Hartmann von                                                                    |
| KURZBESCHREIBUNG | Geheimer Rat und Oberhofmarschall in Weimar sowie Besitzer der Rittergüter Martinroda und Elgersburg |
| GEBURTSDATUM     | 3. November 1722                                                                                     |
| GEBURTSORT       | Gotha                                                                                                |
| STERBEDATUM      | 3. Oktober 1788                                                                                      |